# Srpska kuhinja
Srpska kuhinja je heterogena, iako su burna povijesna zbivanja utjecala i na prehranu naroda, pa svaki kraj ima svoje specifičnosti i razlike. Može se reći da su presudni utjecaji bili bizantsko - grčki, dakle - mediteranski, zatim orijentalni i austrougarski. Priprema hrane sastavni je dio srpske tradicije i kulture. U Srbiji je uobičajeno jesti 3 puta dnevno ( doručak, ručak i večera), uz napomenu da je najvažniji obrok doručak, dok je najčešći obrok obično ručak.
Prehrana je izjednačena s unosom nutrijenata (konzumacijom hrane i pića), ali u širem smislu to je uživanje u stolu. Tim vrlo složenim procesom nastaje ono što se naziva "nacionalna kuhinja", a sastoji se od: izbora namirnica, njihovog uzgoja, pripreme jela, okruženja u kojem se hrana poslužuje, kao i načina posluživanja.
U srpskim selima kuhinja se zvala "kuća", a središnji dio je bio ognjište, koje je bilo važno, kultno mjesto, uz koje se odvijala svakodnevica, okupljala se cijela obitelj. Sjedili su na drvenim klupama, tronošcima i stolicama, posuđe je bilo drveno i zemljano, a u bogatijim kućama bilo je i od bakra. Kruh se pravio od pšeničnog ili kukuruznog brašna.

## Srpska kuhinja u prošlosti
Razvoj nacionalne kuhinje možemo pratiti od najranijih prehrambenih navika koje su dio slavenskog naslijeđa srpskog naroda. Početak narodne kuhinje vezan je za dinastiju Nemanjića i može se pratiti kroz cijeli srednji vijek. Bizant kao centar civilizacije imao je veliki utjecaj na kulturu tadašnje Srbije, žene koje su se udavale za srpske plemiće donijele su kulturu odijevanja, higijene i prehrane. Hrana poprima drugačiji okus i izgled, u dvorištu se jede kisela juha, dunavski kavijar bakalara, svježa riba iz Jadranskog mora, pečenje začinjeno češnjakom i mirisnim začinima. Kuhalo se i u "luburi" (goveđi želudac ili kora breze) nekoliko sati na vatri. Pranje ruku prije jela bilo je obavezno, bijela krpa preko stola služila je kao stolnjak i kao ubrus za brisanje ruku. Sastavni dio svakog jela na dvoru bilo je pokvareno vino koje je iznio veliki podrumar sa svojim peharima. Ova je osoba odigrala veliku ulogu i bila je vrlo cijenjena od strane vladara. Veliki pekar se pobrinuo za zalihe brašna i kvalitetu kruha, pazio da ga ima dovoljno i da se ne pokvari. Kuhinje u dvorištu uvijek su bile dovoljno udaljene da miris dima nije smetao blagovaonicama. Pečeno meso donosilo se s ražnja i u pravilu se reklo u blagovaonici. Niži plemići i obični ljudi imali su priliku ne samo vidjeti svog gospodara kako jede, već i probati istu hranu nakon njegova jela. Na taj je način kultura prenesena na niže slojeve, koji su tu tradiciju dalje njegovali i održavali.

### Kruh
Hrana je bila biljnog i životinjskog podrijetla. Najvažniji je bio kruh koji se pravio od pšenice, ječma, prosa, zobi, krupice i pira.
Da bi se dobio kruh, žito se mljelo u malim, kućnim, ručnim mlinovima, vodenicama ili mlinovima. Najbolji kruh mijesio se od pšenice, a ječam je bio lošije kvalitete, zatim zob, koji se uglavnom koristio za ishranu konja. Najlošije kvalitete bio je neukusni, crni sirotinjski kruh, koji ima krupno zrno i proso, od kada se smijesa prvenstveno radila tako što se cijelo ili mljeveno žito kuhalo u vodi ili mlijeku.
Kruh se mijesio kao kruh s kvascem ili kiselim tijestom. Peklo se na ognjištu ili u pećnici. Osim kruha i kruha, tu je bio i tost, koji je služio za putovanje, jer je mogao dugo stajati.
Od njega se pravi i pita od razvučenog tijesta, punjena sirom ili mesom.

### Namirnice biljnog porijekla
Osim kruha, u srednjovijekovnoj Srbiji bilo je i drugih namirnica biljnog porijekla.
U "vrtovima" oko kuća uzgajalo se povrće. U ćiriličnim tekstovima povrće se zvalo "zelenje", a to su bili: kupus, cikla, tikva, lubenica. "Ljutim zeljem" zvali su se luk i rotkvice. Uzgajale su se i mahunarke kao što su leća, grah, grašak i mak...
U srednjovijekovnoj Srbiji uzgajalo se i voće: kruške, višnje, jabuke, šljive... U okolici Prizrena bilo je mnogo dudinjaka. Dud se uzgajao zbog svoje svilene bube.
Voće i povrće prodavalo se na tržnicama, posebice u gradovima. Voće se jede svježe ili sušeno.

### Hrana životinjskog porijekla
Od namirnica životinjskog porijekla - na prvom mjestu je bilo meso, budući da je stočarstvo u Srbiji bilo veoma razvijeno. Stoka je bila kapital naroda, jer nije bilo puno novca. U hrastovim šumama svinje se hrane žirom. Uzgajali su se i ovce, goveda, konji, koze i perad. Meso se prodavalo svježe ili soljeno (što je bilo skuplje). Stari tekstovi spominju i slaninu koju je većina stanovništva koristila u prehrani kao i svinjsku mast. Masnoća je također bila važna.
U tom razdoblju bili su poznati i proizvodi od mesa. Spominju se slanina, pršut i kobasice.
Mnogo se koristilo i meso divljači. Lovile su se divlje svinje, divokoze, jeleni, zečevi, divlje patke, divlje guske, jarebice, golubovi.
Osim mesa, važna namirnica životinjskog porijekla bio je sir, u kolutićima ili komadima. Bilo je nekoliko vrsta sira, mladog, slatkog ili slanog. Srbija je također bila veliki izvoznik sira.
Mlijeko je bilo važna namirnica, koja se čuvala u drvenim posudama. Pravilo se i kiselo mlijeko.
Važan faktor u prehrani bila je riba, riječna i morska. Pripremala se svježa i soljena (trgovalo se i slanom ribom).

### Deserti
Tijekom srednjeg vijeka koristio se med. Voće u medu bila je jednostavna i ukusna poslastica. Pod utjecajem bizantske kulture u med su se dodavali i orasi i drugi orašasti plodovi. Goste u kućama uvijek su dočekivali medom u znak dobrodošlice; mladencima je davan med da im život bude sladak. Šećer je također bio poznat, ali kako je bio iznimno skup, nije bio puno zastupljen u prehrani. Radili su se kolači od sira (osobito na obali) kao i vrsta slatke kobasice - marenda. Marcipan je bio vrlo cijenjen. Na kraju jela posluženi su slatkiši.

### Pića
Najvažnije piće bila je voda koju je stanovništvo skupljalo s izvora ili bunara. Od alkoholnih pića najzastupljenije je vino, više crveno nego bijelo, medovina, osobito u područjima gdje se nije uzgajala loza i pivo. Medovina je staro slavensko piće koje se pilo ne samo u Srbiji, nego i u drugim balkanskim zemljama, kao i na sjeveru.
Proizvodnja rakije destilacijom se ne spominje tijekom srednjeg vijeka. Ovaj običaj je nastao kasnije. U razdoblju pod turskom vlašću Srbija je postala poznati proizvođač rakije, posebno šljivovice.

### Priprema hrane u srednjem vijeku
Hrana se pripremala na masti, loju ili ulju. Ulje se dobivalo od maslina. Lako ulje se smatralo dobrim. Suncokret nije bio poznat. Sva hrana je posoljena. Tijekom srednjeg vijeka dosta su se koristili i začini koje su dovozili trgovci s Jadrana, ali i s Istoka. Korišteni su papar, šafran, cimet, kopar, klinčići.
Ručak se zvao obedom, večera nije bila obavezna. Hrana se pripremala na ognjištu iznad kojeg je visio kotao. Pripremala su se kuhana jela, ali i od sirovog, svježeg povrća, poput kupusa. Večerali su za stolom na kojem su bili stolnjaci. Jelo se od jela, kod plemstva i na dvoru, radilo se od srebra, pozlate i zlata. Žlice, vilice i noževi korišteni su kao pribor.

## Suvremena srpska kuhinja

### Doručak
Doručak je uveden u srpsku ishranu u drugoj polovini 19. stoljeća. stoljeća. Može se nazvati i ranim zdravim obrokom, za koji se poslužuju čaj, mlijeko ili kava te tijesto ili kruh sa slaninom, salamom, kobasicama, jajima ili vrhnjem. Tradicionalna jela:
- razne vrste tijesta (punjene sirom, marmeladom, mesom), kao što su kolači, žužu, kifle, paštete, pereci, lepinje, pletenice, štapići.
- burek
- sendviči (kruh, maslac, med ili džem, vrhnje...)
- jaja sa sirom, kajgana, jaja sa slaninom ili čvarcima

### Kruh, peciva i pite
Kruh je jedan od osnovnih sastojaka svakog obroka u Srbiji, čak se može reći da ima svojevrsni ritualni karakter. Tradicionalni pozdrav dobrodošlice je kada se pred gosta iznese kruh i sol. Kruh također ima vrlo važnu ulogu u vjerskim obredima, a čak se smatra i grijehom baciti ovu hranu, koliko god ona trajala.
U mnogim pekarnama i trgovinama kruh se najčešće prodaje u štrucama od 600 grama (bijela štruca), ali sve je popularniji i crni kruh, zatim graham i kruh od mješavine brašna različitih žitarica. Osim kruha, u srpskoj kuhinji značajno mjesto zauzimaju i različite vrste peciva i pita.
Jedan od oblika kruha svakako je lepinja (ili somun), koja je na Balkan došla s Osmanlijama i vrlo brzo postala tradicionalno jelo. Danas se najčešće koristi kao varijanta brze hrane - pljeskavice u lepinji, specijalitet južne Srbije ili "pet polutki sa lukom" (ćevapi! ), specijalitet u Bosni. Među muslimanskim stanovništvom somun je dio tradicionalnog iftarskog obroka za vrijeme praznika Ramazana.

### Predjela
- pita
- pihtije
- Vojvođanski rolat s mozgom
- kiseli krastavci

### Juhe i variva
U srpskoj kuhinji postoje dvije glavne vrste ovog jela: juha (standardna supa) i varivo (supa s povrćem, komadići mesa). Ovom jelu se mogu dodati rezanci ili okruglice. Riblja juha ili janjeća juha smatra se delikatesom. Najčešća jela od juhe:
- grah (srpska čorba od pasulja)
- Juha od suhog mesa
- Juha od ječma i leće
- Juha od kupusa i sira
- Juha od špinata, koprive ili kupusa
- Juha od graha
- Juha od rajčice
- Juha od luka
- Ljuta juha od krumpira
- Juha od jaja
- Teleća juha
- Riblja juha
- Riblji paprikaš

### Glavna jela
Tradicionalna srpska jela uključuju jela s roštilja, koja su vrlo popularna i glavna su ponuda većine restorana. Često se pripremaju kao tzv. brza hrana. Ova jela uključuju:
- Pljeskavica
- Ćevapi
- Vješalica
- Kobasica
- Miješano meso
- Ražnjići

Druga vrlo popularna jela su:
- teleća glava u trbuhu
- janjeća sarmica
- Punjene paprike
- Gulaš
- Đuveč
- Karađorđev odrezak
- Musaka
- Mućkalica
- Paprikaš
- Bećar paprikaš
- Podvarak
- Prebranac
- Punjene tikvice
- Sarma

- Škembići
- Rezanci s makom
- Svadbeni kupus
- Kolutice od krumpira ili kupusa

Ostala jela od mesa:
- čvarci
- Slanina
- Pršut, pečenica
- Krvarenje
- Kulen
- Sremska kobasica
- Viršle
- Švargla

### Salate
Salate u Srbiji uglavnom nisu predjelo, već se poslužuju uz glavno jelo.
- Ajvar
- Trljanica
- Ljutenica
- Urnebes
- Srpska salata
- Šopska salata
- ruska salata
- Kiseli kupus

- Kiseli kupus s paprikom
- Urnebes
- Srpska tradicionalna salata
- Salata od rikole i matil
- Srpska salata
- Ajvar

### Slatkiši
- Tvoj kolač
- Knedle
- Plazma kolač
- Orašnice
- Baklava
- slatko
- Lijena pita
- Oblande
- Štrudle
- Tufahije
- Urmašice
- Vanilija
- Suha pita
- Bajadera (torta)

### Pića
Bezalkoholna pića, zbog obilja kvalitetnih izvora voća i mineralne vode u Srbiji, proizvode veliki broj kvalitetnih sokova i gaziranih i negaziranih mineralnih voda. Karakteristično je i domaće piće boza koje se pravi od kukuruza i kvasca. Kvasac je i bezalkoholna zamjena za pivo. Kafa, koja se zove turska ili crna, vrlo je popularna u Srbiji. Iako manje popularan, konzumira se i čaj, te jogurt i kefir.
U srpskoj kuhinji zastupljena su alkoholna pića, prvenstveno tradicionalna rakija – šljivovica. Vrlo je česta i proizvodnja piva i vina. Rakija se proizvodi od različitog voća (ljekovito voće i začinsko bilje), tako da u srpskoj kuhinji postoje sljedeće vrste rakija:
- Šljivovica
- Lozovača
- Viljamovka
- Jabukovača
- Lincure
- Pelinkovca

- Klekovača
- Šljivovica
- Šalica velike kave

## Kuhari srpske kuhinje
Prve zapise o modernoj srpskoj kuhinji pripremio je Zaharije Orfelin, a Prvog srpskog kuhara na slavenskom jeziku objavio je 1855. Jerotej Draganović, jeromonah manastira Krušedol i osobni kuhar patrijarha Josifa Rajačića. Prvu kuharicu na narodnom jeziku objavila je Katarina Popović-Midžina 1877. godine pod naslovom Velika srpska kuharica za srpske domaćice, a zbog svoje popularnosti imala je čak šest izdanja do 1930. godine. Kulinarsko izdavaštvo između dva svjetska rata obilježilo je djelovanje Spasenije-Pate Marković, urednice Politike, čiji je Moj kuhar (kasnije Patin Kuvar ) iz 1939. godine. imao dvadeset i četiri izdanja i danas je poznat kao Veliki narodni kuha .